# 萊溫·厄茲圖納勒
莱温·梅特·厄兹图纳勒（土耳其語：Levin Mete Öztunalı；1996年3月15日—）是一位土耳其裔德國足球運動員，在場上的位置是中場。現效力於德國足球乙級聯賽球隊汉堡。